# Belaïd Abrika
 (mars 2023).
Si vous disposez d'ouvrages ou d'articles de référence ou si vous connaissez des sites web de qualité traitant du thème abordé ici, merci de compléter l'article en donnant les références utiles à sa vérifiabilité et en les liant à la section « Notes et références ».
Belaïd Abrika (en kabyle: Belɛid Abṛika), né le 10 décembre 1969 à Tizi Ouzou, est un homme politique algérien.

## Biographie
Enseignant d'économie à la Faculté des sciences économiques et de gestion de l'Université Mouloud Mammeri de Tizi Ouzou, après les évènements du printemps noir ayant causé des dizaines de morts par balles à la suite des émeutes qui ont éclaté durant la commémoration du 21 anniversaire du printemps amazigh 1980 et à l'assassinat du jeune lycéen Massinissa Guermah, Belaïd Abrika s'est engagé comme délégué de la Coordination des Âarchs, daïras et communes de Tizi-Ouzou (CADC), l'une des coordinations de wilaya de l'inter-wilaya du Mouvement citoyen des Aarchs.
Avant les évènements du printemps noir d'avril 2001, Bélaid Abrika avant de rejoindre la CADC était militant du mouvement culturel berbère ; du mouvement associatif ; des comités estudiantins (syndicats autonomes) et membre fondateur de la fondation Lounès Matoub et du comité de soutien à Mohand Arab Bessaoud fondateur de l'Académie berbère en 1966 à Paris.
Hostile dans un premier temps à tout dialogue avec le gouvernement, il appellera au boycott des élections législatives de mai 2002 et municipales d'octobre 2002. Il est entré en clandestinité lors de la première vague d'arrestations en date du 25 janvier 2002 et arrêté le 12 octobre 2002 de la même année, il sera libéré le 10 juin 2003 après 43 jours de grève de la faim observés en prison et grâce à la mobilisation des citoyens et de la classe politique.
En janvier 2004, il a conduit la délégation mandatée par le mouvement citoyen après consultation de la base citoyenne pour dialoguer avec le gouvernement algérien, ce dialogue qui a échoué sera relancé.
En février 2004 le mouvement décida de rejeter les élections présidentielles, ce qui lui attira les foudres du parti RCD qui avait quitté le gouvernement de Bouteflika, candidat à sa propre succession, en mai 2001 à la suite des pressions de la rue.
En janvier 2005 le dialogue fut relancé pour aboutir à un accord global engageant l'État algérien à mettre en application les revendications de la plate-forme d'El-Kseur. Ce qui dérange la classe politique qui voulait être les interlocuteurs à la place d'Abrika.
Depuis, Abrika a donné les résolutions des différents rounds des discussions, en 2007 il estima à 20 % le taux d’application des revendications de la plate-forme d’El Kseur et il ne cesse d’interpeller les représentants de l’État pour le respect des engagements publics et solennels notamment en jugeant les assassins et les commanditaires des évènements du printemps noir, la reconnaissance du tamazight comme langue officielle, l’ouverture du champ médiatique.
Il est un peu tôt pour évaluer l’apport de la dynamique du printemps noir qui demeure en lutte.
En Novembre 2022, il est condamné à un an de prison pour avoir commémorer le Printemps berbère et le Printemps noir,.